# ۶۷۸ (میلادی)
۶۷۸ (میلادی) ششصد و هفتاد و هشتمین سال تقویم میلادی است.

## درگذشتگان
‎